# 雷氏魮
雷氏魮（学名：Barbus raimbaulti）為輻鰭魚綱鯉形目鯉科的其中一個種。被iucn列為次級保育類動物，分布於非洲幾內亞及塞內加爾，本魚體黃色至橄欖色┌背部顏色較深，鱗片有黑色邊緣，頭部尖，短觸鬚，不達到眼，在後部的延伸至眼中的前面的1/2，背鰭軟條12枚；臀鰭軟條8枚，體長可達6.1公分。

## 扩展阅读
維基物種上的相關：雷氏魮